# Arígnoto
Arígnoto ou Arignoto (em grego clássico: Ἀρίγνωτος, Arígnotos) foi um pitagórico na época de Luciano de Samósata - isto é, no século II - que era conhecido por sua sabedoria e tinha o apelido de ἱερός ("o sagrado"). Ele é descrito contando a história de uma época em que exorcizara um daemon que estava assombrando uma casa.
Arígnoto é descrito como maltrapilho e sujo, de cabelo comprido e expressão séria. Estudiosos modernos sugeriram que não havia uma pessoa histórica com este nome, mas que "Arígnoto" representa um tipo popularmente conhecido da época e é essencialmente um substituto do próprio Pitágoras. Outros estudiosos discordam dessa hipótese.
Há um Arígnoto não relacionado, de outra forma desconhecido, mencionado no discurso de Ésquines Contra Timarco.